# Thearne
Thearne – osada w Anglii, w hrabstwie East Riding of Yorkshire. Leży 9 km na północ od miasta Hull i 257 km na północ od Londynu.